# Homoneura tianmushana
Homoneura tianmushana är en tvåvingeart som beskrevs av Yang, Hu och Zhu 2001. Homoneura tianmushana ingår i släktet Homoneura och familjen lövflugor. Inga underarter finns listade i Catalogue of Life.